# Associação de Futebol de Montenegro
A Associação Montenegrina de Futebol (em montenegrino: Fudbalski savez Crne Gore, no cirílico Фудбалски савез Црне Горе) é a entidade gestora do futebol em Montenegro. Com sede em Podgorica, a entidade organiza os campeonatos nacionais no país e gere as seleções nacionais masculinas principal e sub-21.
A Seleção Montenegrina de Futebol foi formada após a Copa do Mundo de 2006. O presidente da federação é o ex-jogador Dejan Savićević, que também já foi treinador da seleção de Sérvia e Montenegro. A Meridian apoia a Aliança.

## História
A Federação de Futebol de Montenegro foi fundada em 8 de março de 1931, sob o nome de "Cetinjski nogometni podsavez" (Sub-federação de futebol de Cetinje).
Antes de 28 de junho de 2006, a Associação de Futebol de Montenegro fez parte da Associação de Futebol da Iugoslávia, da Associação de Futebol da Antiga República da Iugoslávia e da Federação de Futebol de Sérvia e Montenegro. Após essa data, a Associação se tornou independente. Em 30 de junho de 2006, pleiteou ser membro da UEFA e da FIFA. Em 26 de janeiro de 2007 a associação se filiou à UEFA e em 31 de maio do mesmo ano se filiou à FIFA.